# Guidage, Navigation et Contrôle
Pour les articles homonymes, voir GNC.
Le Guidage, Navigation et Contrôle également connu sous son acronyme GNC  (autres appellations : Navigation, Guidage et Pilotage, Guidage, Navigation et Contrôle) est, dans le domaine spatial, le système d'un véhicule spatial (lanceur, satellite en orbite autour de la Terre, sonde d'exploration du système solaire, rover posé sur un autre astre) qui est chargé de piloter celui-ci vers son objectif en s'appuyant sur la connaissance de sa position dans l'espace, de son attitude et des forces auxquels il est soumis (gravité, trainée, ...).

## Caractéristiques
Le système GNC réalise les fonctions suivantes  : 
- Le sous-système de navigation détermine la position et la vitesse à l'aide de différents capteurs : capteurs d'horizon, viseurs d'étoiles, récepteurs GPS, centrale à inertie avec ses capteurs (accéléromètres et gyromètres).
- Le sous-système de guidage calcule en temps réel les corrections à apporter à l'orientation du véhicule spatial, à l'orientation de la poussée de ses moteurs (si on est dans une phase propulsée) pour suivre la trajectoire prévue et si nécessaire préserver l'intégrité de l'engin spatial (pour une fusée durant la phase de lancement ou pour un vaisseau spatial durant la rentrée atmosphérique).
- Le sous-système de contrôle/pilotage applique les instructions fournies par le sous-système de guidage en braquant la/les tuyère(s) de la propulsion principale et en actionnant les moteurs de contrôle d'attitude.